# Keith Giffen
Keith Ian Giffen (New York, 30 novembre 1952 – Tampa, 9 ottobre 2023) è stato un fumettista statunitense, prevalentemente attivo con testi e disegni di albi supereroistici.

## Biografia
Giffen è conosciuto soprattutto per i suoi cicli di storie sull'albo della Legione dei Supereroi negli anni ottanta e novanta (di cui ha curato le illustrazioni e in seguito anche i testi), nonché per essere il co-creatore del mercenario alieno Lobo (con Roger Slifer), dell'irriverente Ambush Bug (con Paul Kupperberg) e della versione internazionale e umoristica della Justice League alla fine degli anni ottanta (che ha poi rivisitato nel 2003/2004 nella miniserie Formerly Known as the Justice League, chiamandoli "I Superamiconi").
Ha lavorato anche su titoli come All Star Comics, Drax the Destroyer, Heckler, The Howling Commandos, Reign of the Zodiac, Suicide Squad,  Trencher (che sta per essere ristampato in un'edizione a volumi dalla Boom! Studios), T.H.U.N.D.E.R. Agents, Planetary Brigade e Vext. È stato inoltre responsabile dell'adattamento in inglese del manga Battle Royale.
Giffen ha cambiato spesso il suo stile grafico, adottandone uno negli anni ottanta pesantemente influenzato dall'artista argentino Josè Munoz, cosa per cui venne criticato nell'ambiente fumettistico dell'epoca; si prese quindi una pausa dall'industria dei fumetti per molti anni, lavorando su storyboard per la televisione e qualche film.
Insieme ai suoi "colleghi" della Justice League (J. M. DeMatteis e Kevin Maguire) ha recentemente sguinzagliato il suo caratteristico umorismo narrativo nella serie I Difensori della Marvel Comics e nella miniserie in 3 numeri Hero Squared per la Boom! Studios.  
Al momento ha firmato un contratto in esclusiva con la Dc Comics e scriverà la nuova serie dedicata alla Doom Patrol.
È inoltre lo scrittore principale di due maxi-eventi delle maggiori case editrici supereroistiche statunitensi:
- 52 (insieme a Geoff Johns, Greg Rucka, Mark Waid e Grant Morrison), una serie settimanale della DC che narra il seguito del crossover Infinite Crisis del 2006;
- Annihilation, della Marvel Comics, di cui scrive lo one-shot prologo e la miniserie principale di sei numeri.